# ローベルト・ヴァイス
ローベルト・ヴァイス（ドイツ語: Robert “Bazi” Weiß、1920年4月21日 - 1944年12月29日）は、第二次世界大戦時のドイツ空軍の軍人。最終階級は大尉。471回出撃し、121機の敵機を撃墜したエース・パイロットであり、柏葉付騎士鉄十字章を受勲した。
121機の戦果には、44機のIl-2、12機のスピットファイアと5機のP-38 ライトニングが含まれており、そのうち26機は西部戦線でのものである。

## 叙勲
- 空軍名誉杯（1943年5月8日）[2]
- ドイツ十字章金章（1943年12月12日）:第54戦闘航空団第I飛行隊(I./JG54所属の中尉(Oberstleutnant)として[3]
- 鉄十字章（1939年）[4]
  - 第2級鉄十字章（1940年9月）
  - 第1級鉄十字章（1941年12月5日）
- 柏葉付騎士鉄十字章
  - 騎士鉄十字章 (1944年3月26日):第54戦闘航空団第4飛行中隊（4./JG2）中隊長（Staffelkapitän）の中尉（Oberleutnant）として[5]
  - 柏葉章（1945年3月12日）:第54戦闘航空団第II飛行隊（II./JG2）飛行隊長（Gruppenkommandeur）の大尉（Hauptmann）として[5][6]